# Психологія залежності
Психологія наркоманії здебільшого охоплює клінічну психологію й аномальні психологічні дисципліни та сприяє застосуванню інформації, отриманої в підсумку досліджень, намагаючись належним чином діагностувати, оцінювати, лікувати та підтримувати клієнтів, які займаються без залежності. Протягом всього курсу лікування наркоманії, психологи заохочують поведінку, яка формує добробут та емоційну стійкість до їх фізичних, психічних та емоційних проблем.
Основа звикання суперечлива. Професіонали розглядають це як хворобу чи вибір. Одну модель називають хворобою моделі залежності. Друга модель - модель вибору залежності. Дослідження стверджують, що процес звикання схожий на модель захворювання, де головним органом є мозок, деякий тип дефекту та симптоми захворювання. Наркоманія схожа на модель вибору з розладом генів, винагородою, пам'яттю, стресом та вибором. [21] Обидві моделі призводять до компульсивної поведінки.
Когнітивна поведінкова терапія, терапія діалектальної поведінки та біхевіоризм, широко використовуються як підходи для подолання залежностей від процесу та наркоманії. Менш поширеними є підходи до еклектичної, психодинамічної, гуманістичної та експресивної терапії. [1] Наркоманії стосуються наркотиків, алкоголю та куріння. Пристрасті до процесів стосуються поведінки, що не пов’язана з субстанціями, таких як азартні ігри, витрати, сексуальна активність, ігри, інтернет та їжа.
Найдавнішим визначенням психології залежності є те, що у наркомана відсутній самоконтроль. Сторона, що залежить, хоче утриматися, але вони не можуть протистояти спокусі. Наркомани втрачають контроль над своїми діями. Вважається, що наркоман бореться зі своєю залежністю та бажає утримання й отримує контроль над своїми діями.

## Історія
Слово "залежність" було успішно простежено у 17 столітті. У цей часовий період залежність визначалася як змушена діяти будь-яку кількість шкідливих звичок. Особи, що зловживають наркотиками, називали опіумом та морфіном «їдцями». "П'яниця" посилалася на зловмисників алкоголю. Підручники з медицини класифікували ці «шкідливі звички» як дипсоманія або алкоголізм. Однак діагноз був вперше надрукований у медичній літературі до 19 століття. У 1880-х роках Зигмунд Фрейд та Вільям Галстед почали експерименти з користувачами кокаїну. Не усвідомлюючи потужних адиктивних якостей препарату, вони ненавмисно стали морськими свинками у власних дослідженнях, і, як наслідок, їх внесок у психологію та медицину змінив світ.
Працюючи у Віденській загальній лікарні (Vienna Krankenhaus), в Австрії кокаїн заволодів життям Фрейда, коли він виявив кокаїн, щоби полегшити його мігрень. Коли ефект кокаїну зменшився, кількість споживаного кокаїну Фрейда збільшувалася. Маючи інформацію про больові властивості кокаїну, лікарі почали призначати кокаїн своїм пацієнтам, які потребували полегшення болю.
Не знаючи про експерименти Фрейда та Галстеда з кокаїном, американський лікар В. Б. Бентлі проводив свої власні подібні експерименти. Індекс Медикус опублікував свою статтю, в якій розповів, як він успішно лікував пацієнтів з кокаїном, які звикали до опію та алкоголю. Наприкінці 1800-х років використання кокаїну як рекреаційного наркотику поширилось, як епідемія у всьому світі.
Коли кокаїн продовжував поширюватись, лікарі почали шукати способи лікування пацієнтів із залежністю від опіуму, кокаїну та алкоголю. Медики обговорювали існування етикетки "особи, що викликають звикання", але вважають, що властивості Фрейда (сміливий ризик, емоційні рубцеві тканини та психічні потрясіння) були тими, що сприяли розвитку "особистості, що викликає звикання".

### Важливі учасники
Лікар Зігмунд Фрейд, народився 6 травня 1856 р. У Фрайберзі, Франція (область, яка тепер відома як Прибор у Чехії), мала важливе значення у галузі психології. Тлумачення снів та психоаналіз (також відомий як ток-терапія) - два його відомих вкладу. Психоаналіз застосовується для лікування безлічі станів, включаючи залежність. Як один із найвпливовіших мислителів XX століття, він змінив те, як ми сприймаємо себе і повідомляємо про своє сприйняття, оскільки низка його теорій була популяризована, а створені ним терміни увійшли до загальної мови.
Теорії психічного здоров'я, розвитку особистості та хвороби, розроблені Фрейдом, вважаються вкрай суперечливими. За Фрейдом, люди наділені трьома рівнями усвідомленості: свідомим, передсвідомим та несвідомим, де свідомий рівень посилається на те, про що ми повністю цінуємо; факти, про які люди не можуть усвідомлювати. Метою терапії є перетворення несвідомого у свідоме.
Вільям Халстед, народився 23 вересня 1852 року в Нью-Йорку, отримав ступінь медицини в 1877 р. Протягом своєї медичної кар'єри хірурга він сприяв хірургічним методам, що врешті-решт призвело до покращення результату пацієнта після операції. Під час професійної кар'єри Галстеда він (разом з Фрейдом) проводив експерименти з наркотиком кокаїном. У той час як їх дослідження тривали, вони стали морськими свинками для власних експериментів, коли вони призвичаїлися до кокаїну. 1884 року він став першим, хто описав, яким чином кокаїн може бути використаний як локалізований анестетик при введенні в стовбур чуттєвого нерва, і як локалізована ішемія продовжує анестезуючі властивості наркотику.
Г. Алан Марлатт був піонером у галузі психології залежності. Народився у Ванкувері, Британська Колумбія, у 1941 році, він провів свою професійну кар’єру як психолог наркоманії, дослідник та директор Центру досліджень наркоманії Університету Вашингтона та професор кафедри психології. Марлатт прийняв теорію зменшення шкоди та розробив і науково перевірені способи запобігання ковзання наркомана від рецидиву. Він розумів, що очікування негайного та повного утримання від наркоманів часто стримує залежних від пошуку необхідної та заслуженої допомоги. Марлатт помер 14 березня 2011 року.
А. Томас Маклаллан народився в 1949 році на Стейт-Айленді, Нью-Йорк. Він є професором Медичної школи університету Пенсильванії в Центрі досліджень наркоманії. Маклаллан виступає або працює в редакційних колегіях як рецензент медичних та наукових журналів, а також як радник урядових та некомерційних організацій, включаючи Національну лабораторію практики Американської психіатричної асоціації та Всесвітню організацію охорони здоров'я. Він є співзасновником та головним виконавчим директором Інституту лікувальних досліджень, що знаходиться у Філадельфії, штат Пенсильванія. McLellan проводив десятиліття досліджень ефективності лікування пацієнтів, які вживають наркотики, і визнаний як на національному, так і на міжнародному рівні як психолог наркоманії. Він також відомий розробкою Індексу тяжкості наркоманії або ASI і виконує функції головного редактора журналу «Наркоманія» та заступника посадової особи з питань національної політики контролю над наркотиками, досліджень та оцінки.
Арнольд Вашингтон спеціалізується на наркоманії з 1975 року і є психологом наркоманії, відомим своєю роботою в розробці терапевтичних підходів до лікування наркоманії та алкоголізму. Автор багатьох книг та статей професійних журналів про лікування та наркоманію. Він є викладачем, клініцистом, науковим співробітником, а також працював у дорадчому комітеті США з управління продуктами харчування та ліків. Вашингтон є засновником і виконавчим директором Recovery Options, приватної практики лікування наркоманії, розташованої в Нью-Йорку та Прінстоні, Нью-Джерсі.
Вільям Л. Уайт - старший науковий консультант у системі охорони здоров’я Каштан, радник з питань наркоманії, дослідник та письменник у галузі наркоманії понад 45 років. Він написав понад 400 робіт та 18 книг. Він отримав нагороди від Національної асоціації постачальників лікування наркоманії (NAATP), Національної ради з питань алкоголізму та залежності від наркотиків (NAADAC), Асоціації фахівців наркоманії та Американського товариства медицини наркоманії (ASAM).

## Залежність
Наркоманія - це прогресуюче захворювання та психіатричне розлад, яке визначається Американським товариством медицини наркоманії як "первинне, хронічне захворювання винагородження мозку, мотивації, пам'яті та споріднених схем". Він характеризується нездатністю контролювати поведінку, створює дисфункціональну емоційна реакція, і це впливає на здатність користувачів послідовно утримуватися від речовини або поведінки. Психологія сьогодні визначає залежність як "стан, який може виникнути, коли людина або вживає таку речовину, як нікотин, кокаїн, або алкоголь, або займається діяльністю наприклад, азартні ігри чи покупки / витрати".
Коли наркоман вживає наркотики або виконує поведінку вперше, він автоматично не стає наркоманом. З часом ненаркоман вирішує продовжувати займатися поведінкою або вживати наркотики через задоволення, яке отримує незалежний. Зараз наркоман втратив здатність вибирати чи відмовлятися від поведінки чи речовини і поведінка стає нав'язливою дією. Перехід від незалежного до наркомана в основному відбувається від впливу тривалого вживання речовин та поведінки на функціонування мозку. Наркоманія впливає на схеми винагороди та мотивації, навчання та пам’ять та гальмівний контроль над поведінкою.
Існують різні школи думок щодо термінів залежності та залежності від посилань на наркотики та поведінку. Одне прийняте переконання полягає в тому, що "залежність від наркотиків" дорівнює "залежності". Друга віра полягає в тому, що два терміни не дорівнюють один одному. Відповідно до DSM, клінічні критерії "залежності від наркотиків" (або того, що ми називаємо наркоманією) включають компульсивне вживання наркотиків, незважаючи на шкідливі наслідки; неможливість припинити вживання наркотиків; невиконання трудових, соціальних чи сімейних зобов’язань; і, іноді (залежно від препарату), толерантності та відміни.
Останнє відображає фізичну залежність, при якій організм адаптується до препарату, вимагаючи його більше, щоб досягти певного ефекту (толерантності) і викликати специфічні для наркотиків фізичні або психічні симптоми, якщо вживання наркотиків різко припинено (відмова). Фізична залежність може статися при хронічному вживанні багатьох лікарських засобів, включаючи навіть відповідне, медикаментозне застосування. Таким чином, фізична залежність сама по собі не становить звикання, але часто супроводжує залежність. Таке розрізнення може бути важко розрізнити, особливо при застосуванні знеболювальних препаратів, коли потреба у збільшенні дози може представляти толерантність або погіршення основної проблеми, на відміну від початку зловживань чи залежності.
Існують деякі характеристики залежності, які незалежно від типу поділяють спільність. Поведінка забезпечує швидкий і потужний засіб зміни настрою, думок і відчуттів людини, які виникають через фізіологію та вивчені очікування. Безпосередні осаджуючі фактори рецидиву, терміни рецидиву та швидкість рецидиву після лікування високі.

## Американська психологічна асоціація
Американська психологічна асоціація (APA) - це професійна психологічна організація і є найбільшою асоціацією психологів у США. Понад 100 000 дослідників, педагогів, клініцистів та студентів підтримують асоціацію через своє членство. Їх місія "полягає у сприянні створенню, спілкуванню та застосуванню психологічних знань для користі суспільству та покращення життя людей".
APA підтримує 54 підрозділи, два з яких стосуються залежності. Відділ 50, Психологія суспільства наркоманії сприяє прогресу в наукових дослідженнях, професійній підготовці та клінічній практиці в межах адиктивної поведінки. Адикційна поведінка охоплює проблемне вживання алкоголю, нікотину та інших наркотиків, а також розлади, пов’язані з азартними іграми, їжею, витратами та сексуальною поведінкою. Відділ 28 «Психофармакологія та зловживання наркотичними речовинами» сприяє навчанню, дослідженню та поширенню інформації щодо впливу наркотиків на поведінку.
Коледж професійної психології (CPP), влаштований Американською організацією практичної психологічної асоціації, раніше запропонував сертифікати для психологів, які продемонстрували свою кваліфікацію в психологічному лікуванні алкогольних та інших речовин, пов'язаних з порушеннями речовин. CPP зберігає свідоцтво про володіння особами, які придбали його до 2011 року. Сертифікат з питань психології наркоманії буде відновлений, тоді як Товариство вивчає інші шляхи для професіоналів, які мають довіру до лікування наркоманії.

## Наркоманія як хвороба
Здається, що де б не виявилося сп’яніння, людина, ймовірно, знайде залежність. Нещодавно дослідники стверджували, що процес звикання схожий на модель захворювання, з органом-мішенню, дефектом та симптомами захворювання. В інших рахунках залежність - це розлад генів, винагороди, пам'яті, стресу та вибору.
Модель захворювання в залежності
Відповідно до нової моделі хвороби, залежність є хворобою вибору, а не хворобою у звичайному розумінні. Тобто це розлад частин мозку, необхідний для прийняття правильних рішень. Оскільки людина стає залежною від кокаїну, ядро вентрального сегмента в мозку є органом. Дефектом є гедонічна регуляція, спричинена стресом.
Розуміння впливу генів, винагороди, пам’яті, стресу та вибору на людину почне пояснювати модель хвороби залежності.
Генетика
Генетичний склад людини визначає, як вони реагують на алкоголь. Те, що змушує людину бути більш схильною до залежності, - це їх генетичний склад. Наприклад, існують генетичні відмінності в тому, як люди реагують на ін'єкції метилфенідату (риталін).
Нагорода
Підвищений дофамін корелює зі збільшенням задоволення. З цієї причини дофамін відіграє важливу роль у посиленні досвіду. Це говорить мозку, що препарат краще, ніж очікувалося. Коли людина вживає наркотики, може виникнути приплив дофаміну в середньому мозку, що може призвести до зміщення «порогу» задоволення цієї людини (див. Малюнки перше і друге).
Пам'ять
Нейрохімічний, глутамат є найпоширенішим нейрохіміком у мозку. Це важливо при консолідації пам'яті. Коли наркоман виявляє звикання до поведінки, глутамат грає певну роль, створюючи підбір наркотиків. Саме нейрохімічна мотивація ініціює пошук наркотиків, тим самим створюючи залежність.
Стрес
Під час стресу мозок не в змозі досягти гомеостазу. В результаті мозок повертається до алостазу, що, у свою чергу, змінює мозку здатність переробляти задоволення, яке відчувається в гедонічній "заданій точці" (див. Малюнки на першому). Таким чином, попередні задоволення можуть перестати бути приємними. Це також відоме як ангедонія, або "задоволення глухота". При стресі наркоман може відчувати надзвичайну тягу - інтенсивний, емоційний, нав'язливий досвід.
Вибір
Залежний наркотик може завдати шкоди орбітофронтальній корі (OFC), корі передньої черепиці (ACC) та префронтальній корі (PFC). Цей збиток спричиняє тенденцію вибору невеликих та негайних винагород за більші, але затримки винагород, дефіцит соціального реагування через зменшення обізнаності з соціальними ознаками та неспроможність виконавчої функції, наприклад, чутливості до наслідків.

## Ліцензовані практикуючі
Багато ступенів забезпечують простір для лікування залежностей. Освіта, яку отримує кожен професіонал, буде містити схожість, але філософія та точка зору, з яких викладається матеріал, можуть відрізнятися. Необхідний обсяг освіти до отримання сертифіката чи ступеня також змінюється. Включено декілька найбільш загальновизнаних галузей дослідження.
- Психолог Психіатр  Ліцензований радник соціального працівника  Ліцензований соціальний працівник  Ліцензований професійний радник  Парапрофесійний

## Визнані сертифікати в галузі психології наркоманії
Багато сертифікатів визнані в галузі психології залежності. У кожного свої вимоги.
- Сертифікація кандидата на посаду радника з алкоголю та наркотиків. [28]     Радник з уповноваженого алкоголізму та наркоманії. [28]      Сертифікований радник хімічної залежності. [28]      Радник з наркоманії / Сертифікований радник з наркоманії. [28]      Сертифікований фахівець з наркоманії. [28]      Сертифіковані радники з лікування наркоманії. [28]      Комбіновані сертифікати з іншими ступенями. [29] [4]

## Лікування
Як залежність від процесу, так і поведінкова залежність мають багато вимірів, викликаючи розлад у багатьох аспектах життя наркоманів. Програми лікування - це не один розмір, який відповідає всім явищам, отже, існують різні способи або рівні догляду. Ефективні програми лікування містять багато компонентів для вирішення кожного аспекту. Наркоман страждає від психологічної залежності, а деякі можуть страждати від фізичної залежності.
Допомагати індивідуальній зупинці вживання наркотиків недостатньо. Лікування наркоманії також повинно допомогти людині вести спосіб життя без наркотиків та досягти продуктивного функціонування в сім'ї, на роботі та в суспільстві. Наркоманія - це захворювання, яке змінює структуру та функції мозку. Структура мозку може відновити місяці чи роки після відновлення наркомана.
Це може пояснити, чому наркомани загрожують рецидивом навіть після тривалих періодів утримання і, незважаючи на потенційно руйнівні наслідки. Дослідження показують, що більшості залежних людей потрібні мінімум 3 місяці лікування, щоб значно зменшити або припинити вживання наркотиків, проте лікування, яке перевищує 3 місяці, має більший рівень успішності. Одужання від наркоманії є довготривалим процесом.

## Модальності догляду
Модальність або рівень догляду, необхідний для пацієнта, визначає лікуючий фахівець спільно з пацієнтом, коли це можливо. Як очікувалося, пацієнт, який отримує лікування, швидше за все, зробить кроки вперед та назад, рівень догляду, ймовірно, буде коливатися. Пояснюються загальні модальності.

### Детоксикація та виведення медичних препаратів
Процес, коли організм позбавляє себе наркотиків, називається детоксикацією, і, як правило, одночасно з побічними ефектами відміни, які різняться залежно від речовини (речовин) і часто є неприємними і навіть смертельними. Лікарі можуть призначити ліки, які допоможуть зменшити симптоми відміни, поки наркоман отримує догляд у стаціонарних та амбулаторних умовах. Детоксикація, як правило, вважається попередником або першим етапом лікування, оскільки він призначений для управління гострими та потенційно небезпечними фізіологічними наслідками припинення вживання наркотиків.

### Довготермінове житлове
Лікування структуровано та діє 24 години на добу. Мешканці залишаться на лікуванні від 6 до 12 місяців, розвиваючи навички підзвітності, відповідальності та соціалізації. Діяльність покликана допомогти наркоманам оговтатися від деструктивних моделей поведінки, прийнявши при цьому позитивні моделі поведінки. Конструктивні методи взаємодії з іншими та поліпшення самооцінки - це інші напрямки. Модель терапевтичної спільноти є прикладом одного підходу до лікування. Багато терапевтичних спільнот пропонують більш всебічний підхід до включення навчання з працевлаштування та інших служб підтримки.

### Короткострокове житлове
Короткострокові житлові програми в середньому тривають 6–6 тижнів в умовах проживання. Програма інтенсивно супроводжується розширеним амбулаторним лікуванням, яке включає індивідуальну та / або групову терапію, 12-ступінкові анонімні програми або інші форми підтримки. Через малу тривалість цієї модальності особам ще важливіше залишатися активними в амбулаторних програмах лікування, щоб допомогти зменшити ризик рецидиву після стаціонарного лікування.

### Програми амбулаторного лікування
Програма амбулаторного лікування відрізняється залежно від пропонованих послуг та інтенсивності. Він є більш доступним і може бути більш підходящим для пацієнтів, які працюють на повний робочий день та / або мають кілька соціальних допомог. Амбулаторні програми можуть включати групову та / або індивідуальну терапію, інтенсивну амбулаторну програму та часткову госпіталізацію. Деякі амбулаторні програми також розроблені для лікування пацієнтів з медичними та іншими проблемами психічного здоров'я, крім їх наркотичних розладів.

### Індивідуалізована консультація щодо наркотиків
Індивідуальне консультування з наркотиків не зосереджене лише на зменшенні чи припиненні вживання незаконних наркотиків чи алкоголю; Він також стосується суміжних областей порушеного функціонування, таких як статус зайнятості, незаконна діяльність та сімейні / соціальні відносини, а також зміст та структура програми відновлення пацієнта. Завдяки акцентуванню на короткотермінових поведінкових цілях, індивідуалізоване консультування допомагає пацієнтові розробити стратегії та інструменти подолання, щоб утриматися від вживання наркотиків та зберегти утримання. Радник з наркоманії заохочує участь у 12 кроках (принаймні один чи два рази на тиждень) та направляє направлення на необхідні додаткові медичні, психіатричні, працевлаштування та інші послуги.

### Групова консультація
Можливість амбулаторного лікування, яку сприяє лікар, та використовується для розширення системи підтримки, яку вже має пацієнт. Групи створюють середовище без судження, що дозволяє пацієнтам зустрічатися та обговорювати труднощі та успіхи їх залежності, надаючи постійну підтримку, необхідну для успішного одужання.

### Інтенсивна амбулаторна програма
Як випливає з назви, це варіант амбулаторного лікування, призначений для наркоманів, які з різних причин не мають можливості відвідувати стаціонарне лікування, але в іншому випадку вони не зможуть отримати рівень підтримки, необхідний для одужання від залежності. Програми різняться за тривалістю залежно від потреби пацієнтів. Через нижчий рівень підтримки, який пропонується, ВГД часто застосовується як зменшення підходу від пацієнтів, які залишають стаціонарне лікування, але все ще потребують інтенсивної терапії.

## Профілактика, рецидив та відновлення

### Терапевтичні орієнтації та підходи
У 1878 р. Index Medicus опублікував дослідження, проведені та написані американським лікарем W.H. Бентлі. Дослідження Бентлі описало його успіх у лікуванні пацієнтів, залежних від «звички до опіуму» без кокаїну. Через два роки він повідомив про успіх у лікуванні опіуму та алкоголіків, які вживали кокаїн. Сьогодні заміна однієї залежності на іншу називається перехресною залежністю.
Медичні працівники використовують різноманітні підходи до лікування, щоб забезпечити своїм клієнтам максимально високий рівень успіху для подолання звикань. Немає одного конкретного підходу, і часто терапевти будуть використовувати кілька методик.
- Біхевіоризм. ". Гуманістична терапія.  Когнітивна поведінкова терапія (ТГС).  Діалектична поведінкова терапія (DBT).  Психодинамічний.  Виразний.  Інтегративний.  Зменшення шкоди.  Еклектика.  Терапія з допомогою тварин.